# Gauche écosocialiste
La Gauche écosocialiste (GES) est une organisation politique française, fondée en 2022 par des militants venus d'Ensemble. Il est issu du courant Ensemble Insoumis-e, interne à Ensemble, qui a décidé de rejoindre La France insoumise et d'abandonner le nom Ensemble.

## Historique
En 2016, la France insoumise (LFI) est créée pour porter la candidature de Jean-Luc Mélenchon à l'élection présidentielle de 2017 et des militants du mouvement Ensemble décident de la rejoindre. Ensemble fait campagne pour l'élection de Jean-Luc Mélenchon, mais refuse après un vote interne de faire partie de la France insoumise. Les militants d'Ensemble favorables à la FI constituent le courant Ensemble Insoumis-e et participent aux différentes instances de la FI, notamment les groupes d'action, les livrets thématiques et l'espace politique. Les divergences sur le rapport à la France insoumise s'approfondissent avec l'élection présidentielle de 2022, pour laquelle Ensemble ne donne pas de consigne de vote. En juin 2022, Ensemble Insoumis-e estime qu'Ensemble « a épuisé sa fonction »[source secondaire nécessaire] et se structure en organisation indépendante, prenant le nom de Gauche écosocialiste.
La GES organise son congrès fondateur du 12 au 14 mai 2023 à Montreuil (Seine-Saint-Denis). Elle compte alors plusieurs centaines d'adhérents et trois députés nouvellement élus, Hendrik Davi, Marianne Maximi et Michel Sala.
Aux élections législatives anticipées de 2024, la GES revendique l'élection de deux députés : Marianne Maximi et Hendrik Davi. Ce dernier, non investi par LFI dans le cadre du Nouveau Front populaire, est parvenu tout de même à se faire élire. Michel Sala échoue lui face à l'extrême droite.

## Organisation
La Gauche écosocialiste se présente, dans un premier temps, comme un courant interne à LFI. Manuel Bompard ne s'oppose pas à la création de GES mais réprouve le terme de « courant » car il refuse une ramification de LFI, jugeant les « compétitions internes » nocives à la crédibilité du parti,. Hendrik Davi précise alors : « Notre feuille de route explique pourquoi on est dans la LFI et pourquoi on y croit. […] Donc on n’est pas un courant interne. […] On est un groupe de militants au sein de LFI. »

## Élus

### Députés

#### XVIIelégislature(2024-)
- Hendrik Davi, 5e circonscription des Bouches-du-Rhône[7] ; (jusqu'à son ralliement à l'Après)
- Marianne Maximi, 1re circonscription du Puy-de-Dôme[7].

#### XVIelégislature(2022-2024)
- Hendrik Davi, 5e circonscription des Bouches-du-Rhône[8] ;
- Michel Sala, 5e circonscription du Gard[8] ;
- Marianne Maximi, 1re circonscription du Puy-de-Dôme[8].

### Élus locaux
- Laurent Sorel, conseiller de Paris[12].
- Claire Schweitzer, Conseillère Régionale au Conseil des Pays de la Loire[12].

## Résultats électoraux

### Élections législatives
| Année | Premier tour | Premier tour | Second tour | Second tour | Sièges  |
| Année | Voix         | %            | Voix        | %           | Sièges  |
| ----- | ------------ | ------------ | ----------- | ----------- | ------- |
| 2024  | 12 271       | 0,04         | 30 287      | 0,11        | 1 / 577 |